# Broeden

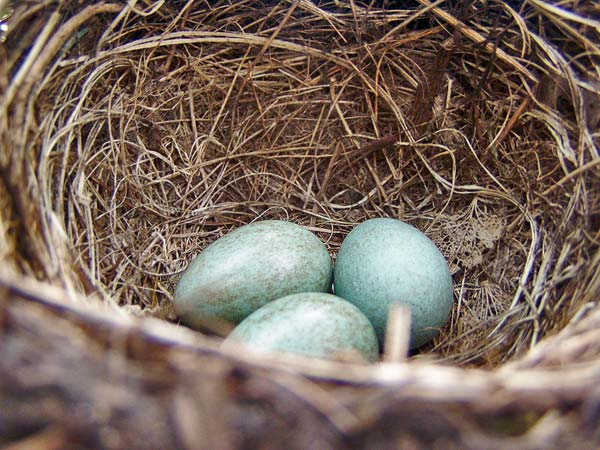
Een merelnest waarvan de moeder net even het nest heeft verlaten. De moeder kan het nest niet te lang verlaten, om te voorkomen dat de eieren te veel afkoelen.

Broeden is het door warmte doen uitkomen van eieren, in het bijzonder bij vogels. De plaats waar eieren in de natuur worden uitgebroed heet een nest. Broeden vindt gewoonlijk plaats ten tijde van een groot voedselaanbod; voor vele dieren is dat in het voorjaar.
De broedduur kan variëren van circa 10 dagen tot drie maanden, afhankelijk van de soort. Bij zangvogels bebroedt het vrouwtje doorgaans vijf tot acht eieren, maar er zijn ook vogelsoorten waarbij het nest wel uit 20 eieren kan bestaan. De hoeveelheid hangt af van het aantal eieren dat het dier kan warm houden.

## Broeden bij kippen
Bij de meeste kippenrassen ligt het aantal broedeieren tussen de 10 en 20. Bij deze hoendervogels duurt het broeden 21 dagen. Tijdens het broeden verandert het gedrag van een broedse kip. De kip trekt zich dan terug op de plaats waar zij de eieren heeft gelegd. Gedurende deze periode eet en drinkt de hen niet veel, mede om te voorkomen dat zij veel ontlasting produceert en het nest bevuilt.
Tijdens de broedperiode legt de kip niet. Een broedse hen maakt typische geluiden (het zogenaamde klokken) en verlaat het nest slechts zelden om te drinken, eten of een stofbad te nemen. Ze houdt de eieren op een constante temperatuur (een kip heeft een lichaamstemperatuur van 41°C) en keert de eieren geregeld. Als er geen eieren uitkomen, verlaat de broedse kip het nest meestal enkele dagen na afloop van de normale broedtijd.

## Broedparasieten
Er zijn vogelsoorten die hun eieren niet zelf uitbroeden, maar deze in het nest van andere vogels deponeren om hen het werk te laten doen. Deze vogels worden broedparasieten genoemd. Een bekend voorbeeld hiervan is de koekoek. Dit is tevens de enige broedparasietvogel die in Europa voorkomt.

## Loopvogels
Bij de meeste vogelsoorten broedt het vrouwtje de eieren uit, maar er zijn ook soorten waarbij het mannetje dit werk doet, bijvoorbeeld de nandoe. Bij deze loopvogel neemt het mannetje de zorg over de eieren van meerdere vrouwtjes op zich en verzorgt de jongen alleen zodra ze uit het ei gekropen zijn. Andere loopvogels, die met name in hete gebieden leven, laten hun kroost simpelweg uitbroeden door de zon.

## Machinaal broeden
Naast het uitbroeden door een oudervogel zelf kan ook een broedmachine worden gebruikt. In deze machine wordt een constante temperatuur gehandhaafd en worden de eieren zeer langzaam rondgedraaid. Bij het natuurlijk uitbroeden zorgt de ouder voor het regelmatig keren van de eieren. Machinaal broeden wordt vooral toegepast voor het op grote schaal uitbroeden van eieren of bij kippen waarvan de hennen niet broeds willen worden; dit kan bij sommige gefokte rassen het geval zijn.

## Broedseizoen en verstoring
In Nederland bepaalt de Flora- en faunawet dat beschermde inheemse vogels tijdens het broedseizoen niet mogen worden gestoord; het rapen van eieren, de kap van bomen in die periode en het vernielen van het nest behoren tot de verboden activiteiten. Het broedseizoen is echter geen vastgelegde periode; het verschilt per vogelsoort en verstoring tijdens het broeden is dan ook het hele jaar illegaal. Ter preventie van verstoring tijdens het broeden worden natuurgebieden waarin veel beschermde inheemse vogels leven tijdens het broedseizoen vaak afgesloten voor wandelaars. Op deze manier hebben de vogels dan alle rust om te broeden, zodat uitsterven kan worden voorkomen.
Er zijn wel vuistregels. Traditioneel wordt de maand mei als de broedmaand gezien; in de praktijk verschilt de broedperiode per soort vogel tussen half maart en half augustus. Bij ingrepen als bomenkap moet echter met de werkelijke, precieze situatie rekening worden gehouden. Veelal is een vergunning van de gemeente nodig.